# Dashiki

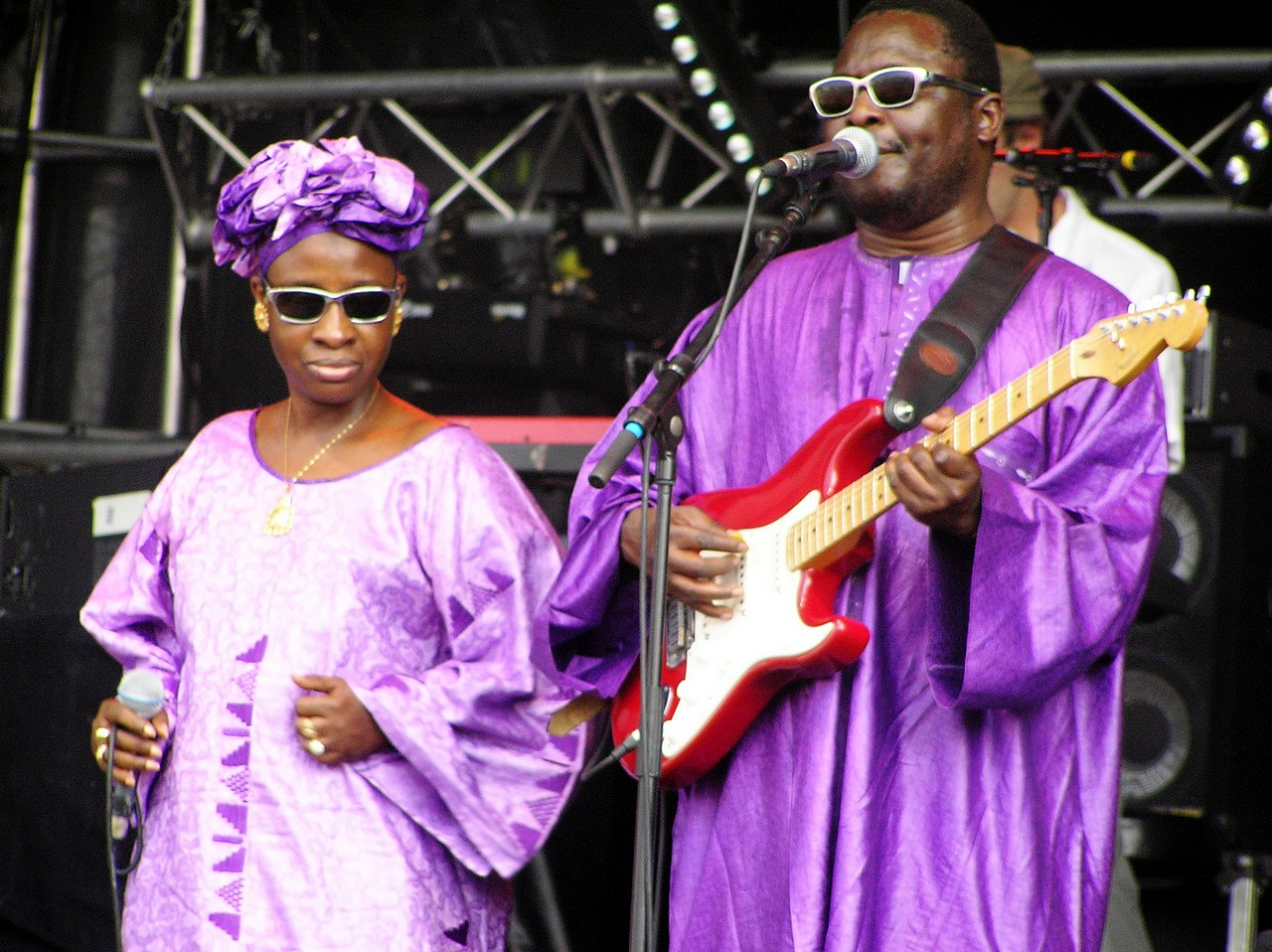
Amadou & Mariam nel tradizionale dashiki.

Il dashiki è un colorito abito maschile originario dell'Africa Occidentale che copre più della metà del corpo. Esistono versioni formali e informali di dashiki e varietà più o meno elaborate. L'abito tradizionale femminile è invece chiamato kaftan (o boubou).

## Dashiki in Occidente
Il dashiki è apparso nel mercato americano durante il movimento culturale nero e le contestazioni politiche degli anni sessanta. I primi modelli sono apparsi nel 1967 grazie a Jason Benning, Milton Clarke, Howard Davis e William Smith. Questi giovani professionisti fondarono la New Breed, che produceva e distribuiva dashiki tramite i due negozi di abbigliamento nella 147ª Strada e St. Nicholas Avenue ad Harlem, Manhattan.

## Etimologia
Dashiki è un termine yoruba traducibile in "maglietta".

## Curiosità
L'ex sindaco e attuale membro del Consiglio del Distretto della Columbia, Marion Barry, è famoso per le sue numerose apparizioni in pubblico con il dashiki.